# La Lumière fantôme
Pour plus de détails, voir Fiche technique et Distribution.
La Lumière fantôme (The Phantom Light) est un film britannique de Michael Powell, sorti en 1935.

## Synopsis
Sam Higgins, un cockney, arrive sur la côte galloise pour occuper le poste de gardien de phare. Mais on le prévient que le phare serait hanté. Aidé par un lieutenant de marine et une jeune femme, il parviendra à résoudre le mystère...

## Fiche technique
- Titre français : La Lumière fantôme[1]
- Titre original : The Phantom Light
- Réalisation : Michael Powell
- Scénario : Ralph Smart, d'après la pièce de théâtre The Haunted Light d'Evadne Price et Joan Roy Byford
- Dialogues : J. Jefferson Farjeon, Austin Melford
- Direction artistique : Alex Vetchinsky
- Photographie : Roy Kellino
- Son : A. Birch
- Montage : Derek N. Twist
- Production : Michael Balcon
- Production associée : Jerome Jackson
- Société de production : Gainsborough Pictures
- Société de distribution : Gaumont British Distributors
- Pays de production :  Royaume-Uni
- Langue originale : anglais
- Format : noir et blanc — 35 mm — 1,37:1 — son Mono (British Acoustic)
- Genre : Thriller
- Durée : 76 minutes
- Date de sortie :
  - Royaume-Uni : 5 août 1935
  - France : 16 août 1946[1]

## Distribution
- Binnie Hale : Alice Bright
- Gordon Harker : Sam Higgins
- Donald Calthrop : David Owen
- Milton Rosmer : Dr Carey
- Ian Hunter : Jim Pearce
- Herbert Lomas : Claff Owen
- Reginald Tate : Tom Evans
- Barry O'Neill : Capitaine Pearce
- Mickey Brantford : Bob Peters
- Alice O'Day : Mme Owen
- Fewlass Llewellyn : Griffith Owen
- Edgar K. Bruce : Sergent Owen
- Louie Emery : chef de gare